# Liriomyza clianthi
Liriomyza clianthi är en tvåvingeart som först beskrevs av Watt 1923.  Liriomyza clianthi ingår i släktet Liriomyza och familjen minerarflugor. Inga underarter finns listade i Catalogue of Life.